# Schloss Krnov

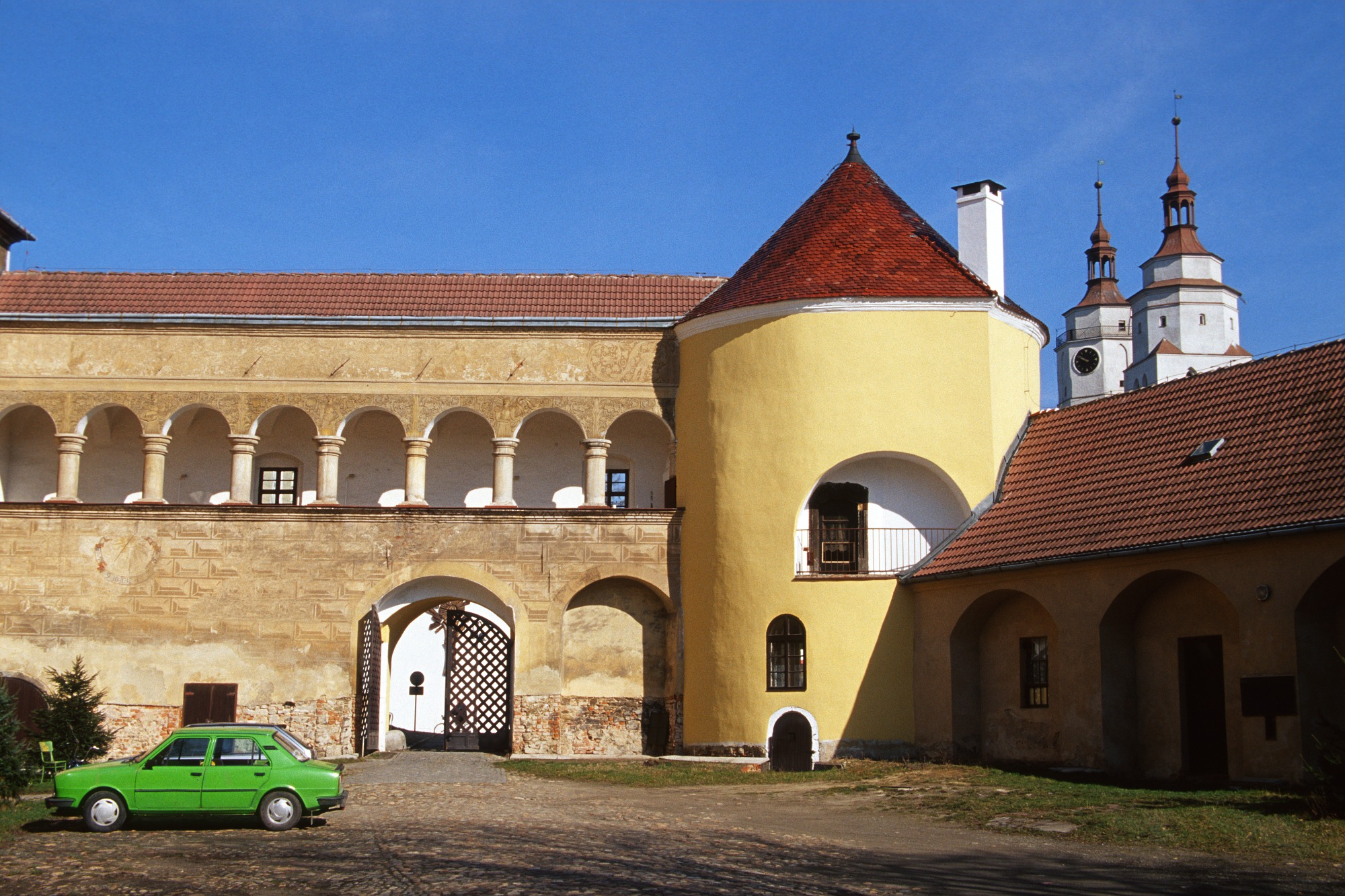
Ansicht des Schlosses 2001

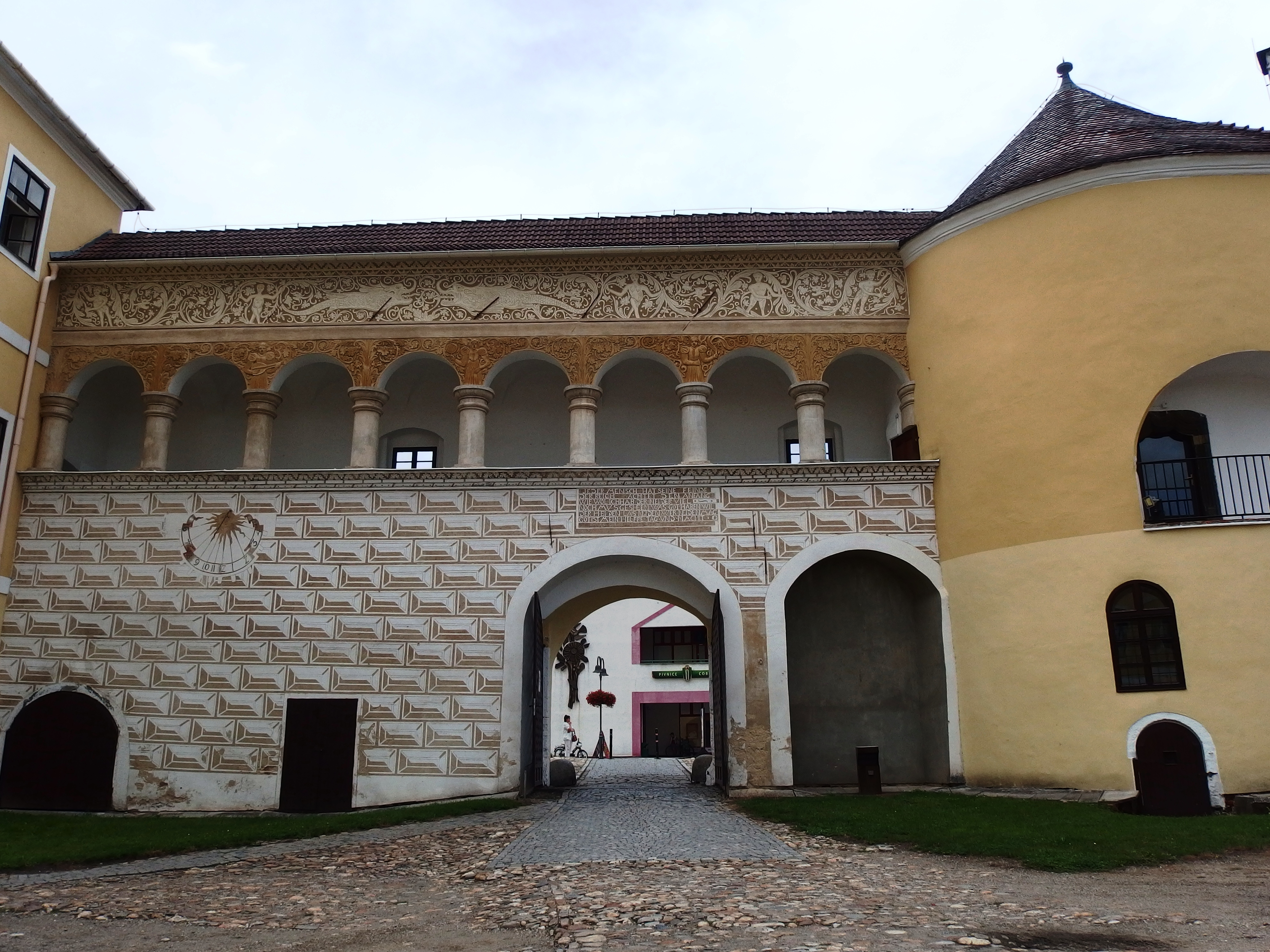
Schloss Jägerndorf (2014)

Das Schloss Krnov (deutsch Jägerndorf) befindet sich in Krnov, Tschechien.

## Geschichte
Es wurde unter Markgraf Georg von Brandenburg-Ansbach errichtet, der das schlesische Herzogtum Jägerndorf durch Kauf erwarb. Mit dem Bau beauftragte er Hans Beheim. Das Schloss diente als Residenz der Herzöge und wurde durch weitere zeitgleiche Baumaßnahmen in der Stadt in den Verteidigungsring der Stadtmauer integriert.